# Rakowo Małe
Rakowo Małe [raˈkɔvɔ ˈmawɛ] (tiếng Đức: Köllmisch Rakowen) là một ngôi làng thuộc khu hành chính của Gmina Biała Piska, thuộc huyện Piski, Warmińsko-Mazurskie, ở miền bắc Ba Lan. Nó nằm khoảng 15 kilômét (9 mi) về phía đông bắc của Biała Piska, 30 km (19 mi) về phía đông bắc của Pisz và 113 km (70 mi) về phía đông của thủ đô khu vực Olsztyn.
Trước năm 1945, khu vực này là một phần của Đức (Đông Phổ).
Làng có dân số 120 người.